# By the Patient
By the Patient var et dansk deathmetal-band.

## Historie
Bandet blev dannet i 2006 og udgav i 2008 en EP ved navn: The Carcass Monologue og i 2009 yderligere en under titlen: Catenation of Adversity.
I 2008 blev de nomineret til Danish Metal Awards som Årets Talent. Senere på året blev de signet af Rask Music Management.
I 2010 udsendte de albummet Servants, som var tilgængeligt på iTunes fra 1. september. Samme år fik bandet en del opmærksomhed da de vandt "Wacken Metal Battle" i DK og spillede derfor på Wacken Open Air i Tyskland. Udover Wacken, spillede de også på Roskilde Festival dette år.
I 2011 blev bandet signet til Ultimhate Records.
I 2013 spillede bandet på Copenhell og udgav deres EP: Afterbirth
I 2015 brød bandet med forsangeren Tan, hvorefter resten af bandet dannende black metal-bandet ORM

## Medlemmer
- Tan Møhl-Hansen – Vokal
- Theis W. Poulsen – Guitar
- Troels C. Nielsen – Bas
- Adam Schønemann – Trommer
- Simon S. Andersen – Guitar

### Tidligere medlemmer
- Simon Christiansen – Trommer
- Loui Koefoed – Vokal
- Morten Kofoed – Vokal
- Bjarke Lassen – Trommer
- Jonathan Marker – Trommer

## Diskografi
- 2008: The Carcass Monologue
- 2009: Catenation of Adversity
- 2010: Servants
- 2012: Premonitions
- 2013: Afterbirth
- 2015: Gehenna (udgivet på Lifeforce Records)